# Đuôi diều
Đuôi diều hay lưỡi đòng (danh pháp hai phần: Iris japonica) là loài thực vật bản địa Trung quốc, sinh trưởng ở bìa rừng và trảng cỏ ở độ cao từ 500 đến 800 m (1.600 đến 2.600 ft). Cây này được trồng phổ biến ở khu vực ôn đới.
Cánh hoa rộng 4,5 đến 5,5 cm (1,8 đến 2,2 in), nở vào mùa xuân.

## Hình ảnh

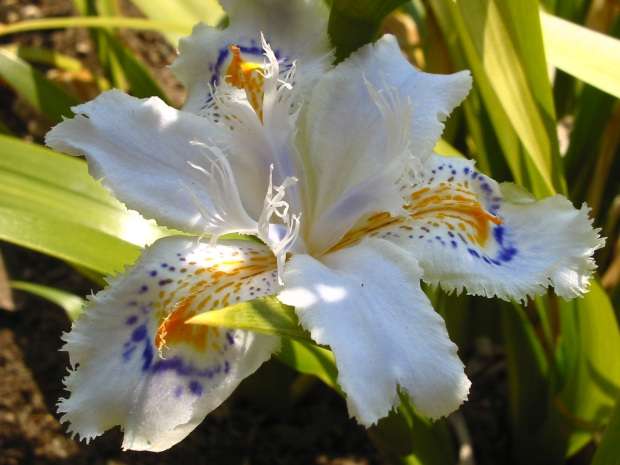
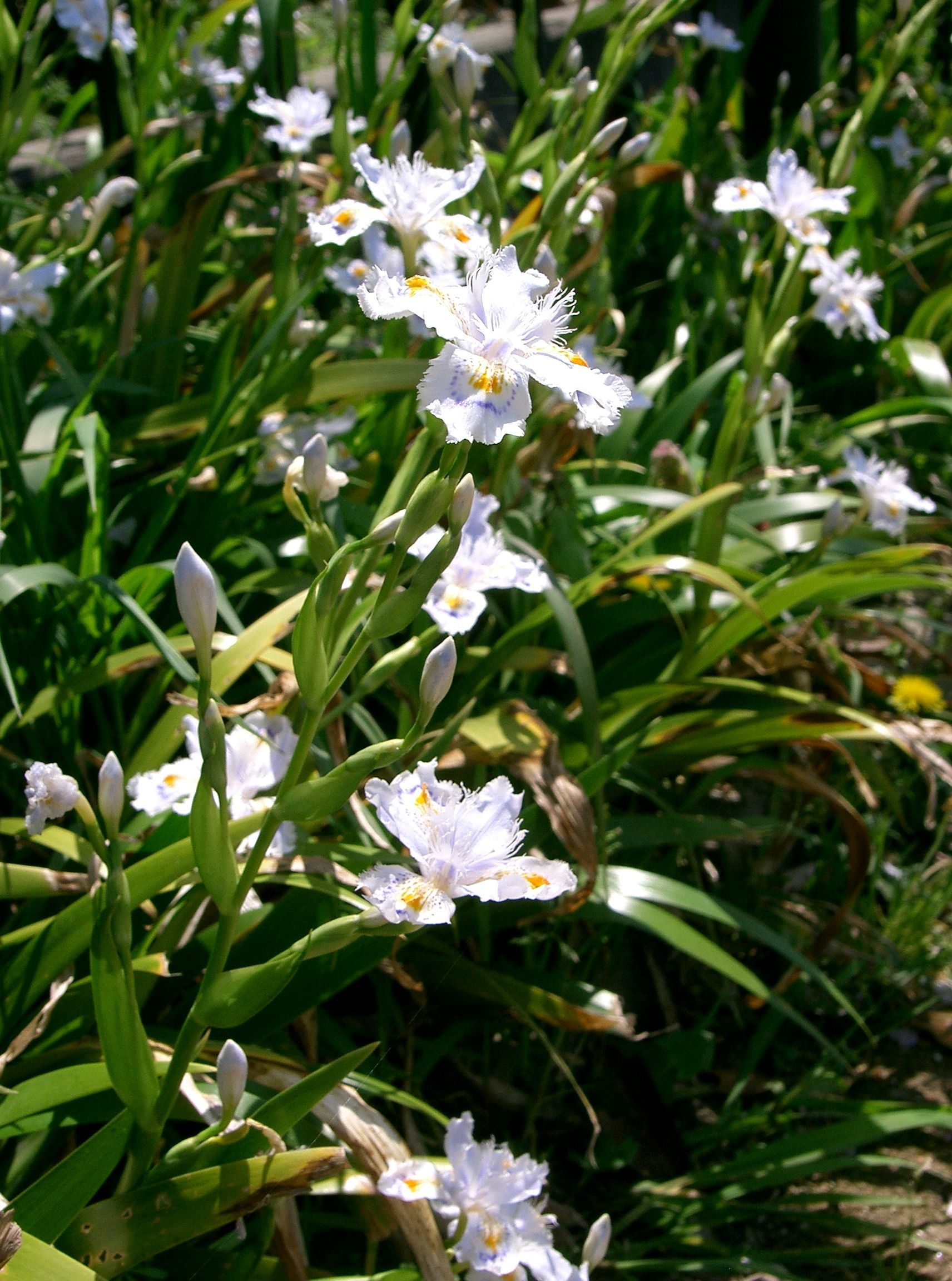
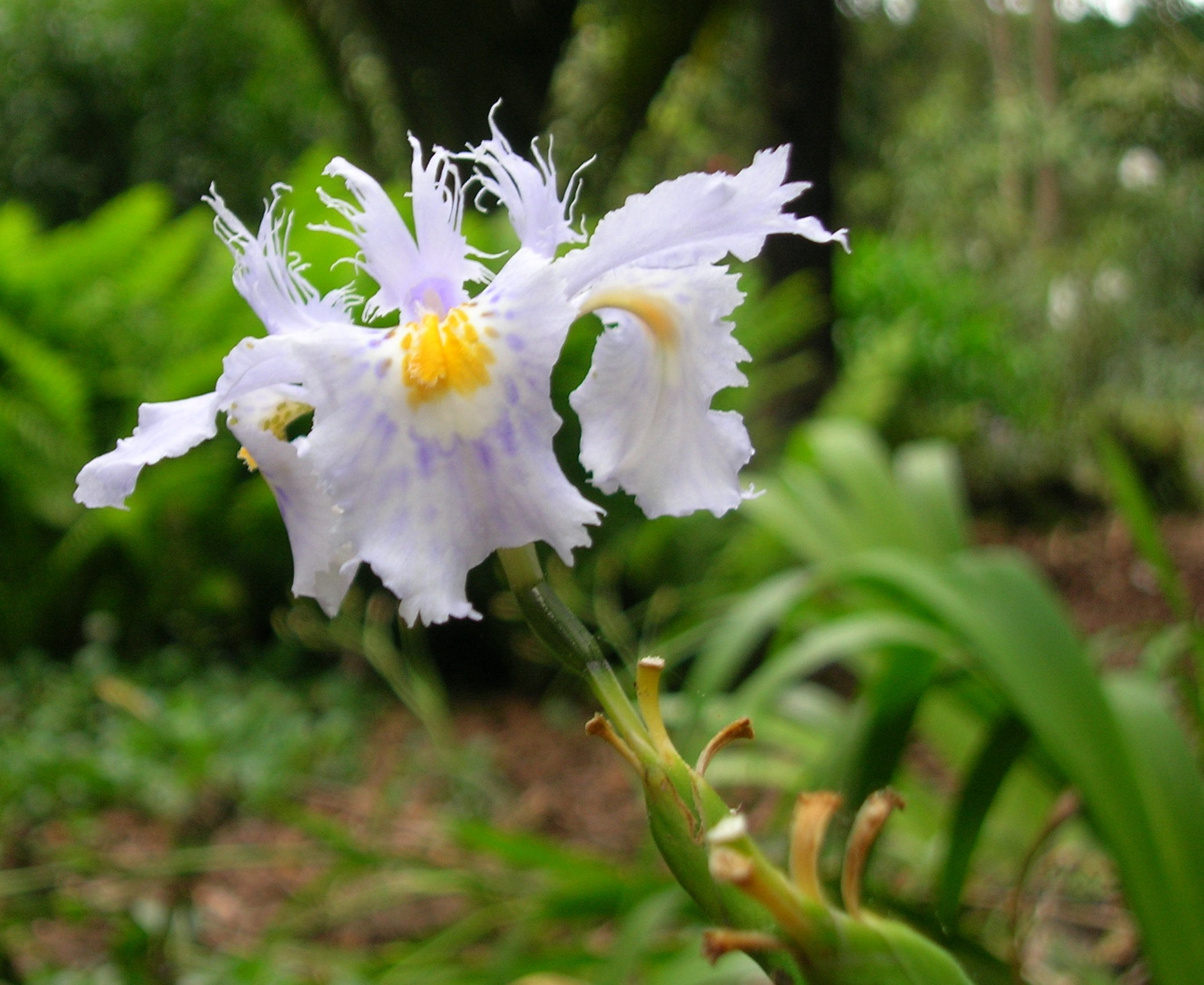
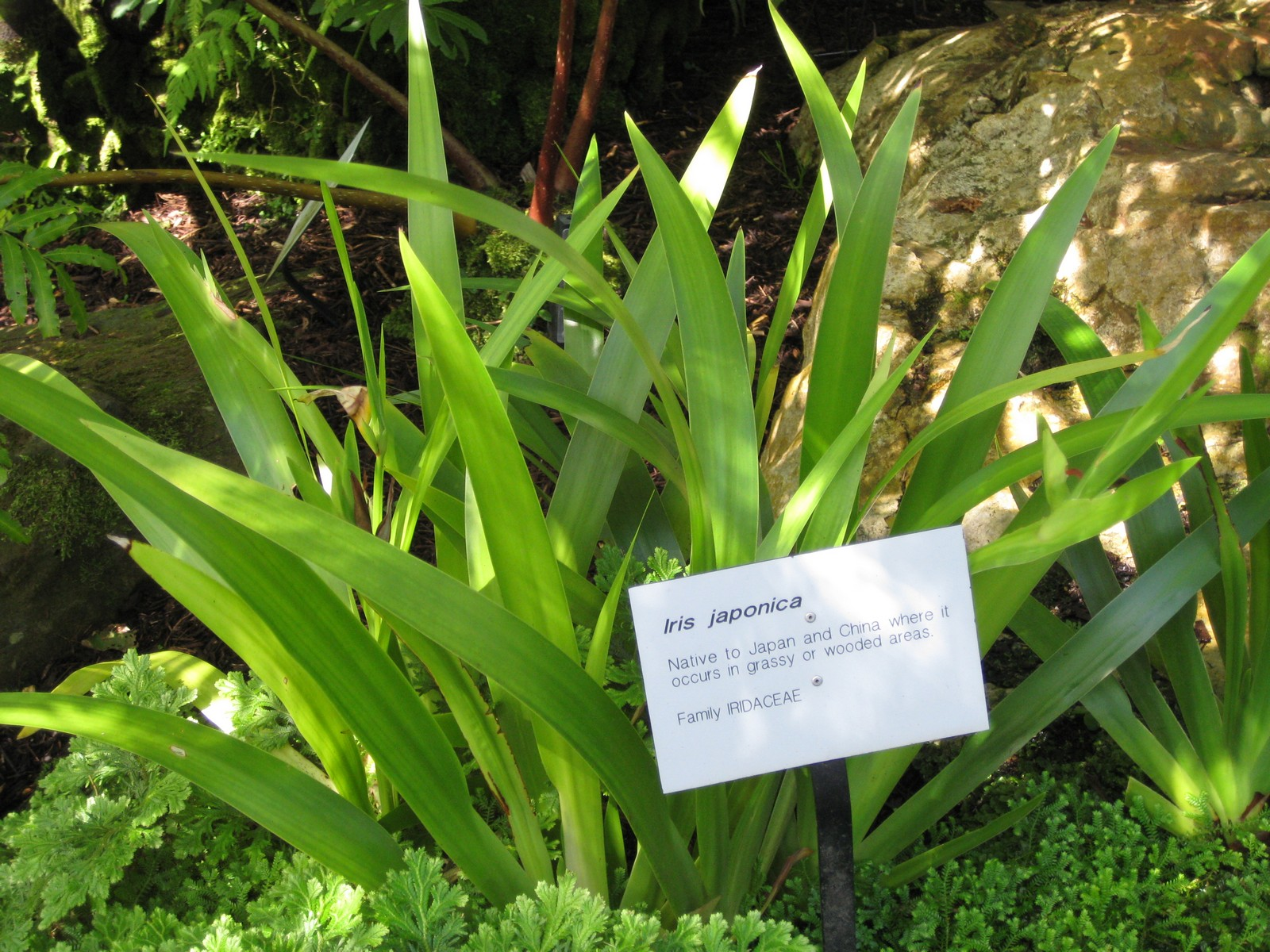